# 永井和
永井 和（ながい かず、1951年2月12日 - ）は、日本の歴史学者。京都橘大学教授。文学博士。大阪府生まれ。
専門は、日本近代史。大日本帝国時代の軍部や、西園寺公望、日中戦争、従軍慰安婦・慰安所の研究を行っている。
また、『倉富勇三郎日記』の解読に同研究会代表として取り組んでおり、『日記』は、国書刊行会（全9巻）で、2010年（平成22年）11月より巻順に毎年1冊刊行される。

## 略歴
- 1969年 大阪教育大学附属高等学校天王寺校舎卒業
- 1974年 京都大学文学部史学科卒業
- 1979年 京都大学大学院文学研究科現代史学専攻博士課程退学、京都大学文学部助手
- 1985年 富山大学教養部助教授
- 1989年 立命館大学文学部助教授、「近代日本の軍部と政治」で京都大学文学博士。
- 1993年 立命館大学文学部教授
- 1995年
  - 4月 京都大学文学部助教授
  - 8月 京都大学文学部教授
- 1996年 京都大学大学院文学研究科教授
- 2016年
  - 3月 京都大学大学院文学研究科教授定年退官
  - 4月 京都橘大学文学部教授

## 発言
- 「日本軍はビルマを防衛しようとするイギリス・インド軍と戦った」「当時のビルマ自治政府も日本と交戦関係にあるとみてよい」などの発言について、ネット上などで批判を受けたことがある[2]。
- 従軍慰安婦の強制性に関して「営外施設規定」[3]や「野戦酒保規定改正」[4]が根拠になると発言しており、これらの主張が共同通信社から配信されている[5]。

## 著書

### 単著
- 『近代日本の軍部と政治』思文閣出版 1993年
- 『青年君主昭和天皇と元老西園寺』京都大学学術出版会 2003年
- 『日中戦争から世界戦争へ』思文閣出版 2007年
- 『西園寺公望: 政党政治の元老』山川出版社・日本史リブレット 2018年

### 共著
- 『日本議会史録』第3巻 第一法規出版 1991年
- 『西園寺公望伝』第4巻 岩波書店 1996年